# Містерб'янко
Містерб'янко (італ. Misterbianco, сиц. Mustarjancu) — муніципалітет в Італії, у регіоні Сицилія,  метрополійне місто Катанія.
Містерб'янко розташований на відстані близько 540 км на південний схід від Рима, 160 км на південний схід від Палермо, 6 км на захід від Катанії.
Населення — 49 288 осіб (2014).
Щорічний фестиваль відбувається 17 січня. Покровителі — святий Антоній Великий.

## Демографія
Населення за роками:

Станом на 1 січня 2023 року в муніципалітеті офіційно проживали 1204 іноземці з 52 країн, серед них 318 громадян країн Євросоюзу та 9 громадян України.

## Сусідні муніципалітети
- Кампоротондо-Етнео
- Катанія
- Мотта-Сант'Анастазія
- Сан-П'єтро-Кларенца